# 范雲 (南朝)
范雲（451年—503年），字彥龍，南鄉舞陰（今河南省淅川县李官桥镇一带）人，南朝梁文學家，歷仕齊、梁二朝，為竟陵八友之一。

## 生平
東晉時期曾任安北將軍范汪之六世孫。其祖父范璩之在南朝宋其間曾任中書侍郎。其父范抗為郢府參軍。
蕭衍執政，與沈約等輔助。齊武帝永明十年（492年），和蕭琛出使北魏，受到魏孝文帝的稱賞。加入梁後，官至尚書右僕射、霄城侯。
天监二年五月丁巳（503年6月15日）卒，年五十二。追赠侍中、卫将军，谥曰文。

## 著作
范云有文集三十卷，他的詩詞風格清麗，敘情婉轉。

## 子孙
- 子：范孝才，官至太子中舍人。
- 子：范祖解，梁驸马都尉，隋仪同大将军、苞信县开国子，食邑四百户。
  - 孙：范世贵，唐魏郡顿丘县令。
    - 曾孙：范志玄[4]

## 参看
- 顺阳范氏

## 延伸阅读
[在维基数据编辑]
 在维基文库阅读此作者作品
 《梁書·卷13》，出自姚思廉《梁書》
 《南史·卷57》，出自李延壽《南史》